# 아리다시
아리다시(일본어: 有田市)는 일본 와카야마현 중부에 있는 시이다. 예전에는 아리다군에 속했다.

## 지리
와카야마현 중부에 위치하고 기이 수도와 접한다. 시내를 흐르는 아리다강 주변에 충적평야가 형성되어 시가지와 논밭이 펼쳐져 있다. 북부에는 시라쿠라산, 묘진산, 아타고산 등 험난한 나가미네 산맥이 있고 항구도시 부근은 평야이다. 남부에도 나가미네 산맥에서 파생하는 산들이 있지만 북부와 비교해 고도가 낮고 센다 부근에서 고개를 형성해 산림이 끊긴다. 서쪽으로 갈수록 다시 고도가 높아졌다가 최서부인 미야자키에서 기이 수도로 가라앉는다.

## 역사
- 1954년 9월 19일 - 아리다군의 1정 3촌이 합병해 아리다정이 되었다.
- 1956년 5월 1일 - 아리다정이 시로 승격해 아리다시가 되었다.
- 1962년 8월 1일 - 가이소군 하쓰시마정을 편입하였다.

## 교통

### 철도
- 서일본 여객철도 기세이 본선
  - (← 아리다군 아리다가와정) - 기이미야하라역 - 미노시마역 - 하쓰시마역 - (가이난시 →)

### 도로
- 국도 제42호선
- 국도 제480호선 (일본)(일본어판)

## 인구
| 연도 | 인구   | ±%     |
| ---- | ------ | ------ |
| 1920 | 20,277 | —      |
| 1930 | 24,107 | +18.9% |
| 1940 | 26,075 | +8.2%  |
| 1950 | 32,333 | +24.0% |
| 1960 | 35,068 | +8.5%  |
| 1970 | 32,457 | −7.4%  |
| 1980 | 35,683 | +9.9%  |
| 1990 | 34,810 | −2.4%  |
| 2000 | 33,661 | −3.3%  |
| 2010 | 30,605 | −9.1%  |